# نبرد فورت دونلسن
نبرد فورت دونلسن (انگلیسی: Battle of Fort Donelson) از تاریخ ۱۱ تا ۱۶ فوریه ۱۸۶۲ در جبهه غربی در جنگ داخلی آمریکا به وقوع پیوست. تسخیر قلعه ایالات مؤتلفه آمریکا توسط ارتش اتحادیه در نزدیکی مرز تنسی - کنتاکی، یک مسیر مهم برای تهاجم به سمت جنوب را هموار کرد.